# Omar Hasanin
Omar Hasanin (em árabe: عمر حسنين; nascido em 9 de novembro de 1978) é um ciclista sírio. Ele competiu nos Jogos Olímpicos de Londres 2012, na prova de corrida em estrada, mas não conseguiu terminar.